# Jacob Murphy
Jacob Kai Murphy (* 24. Februar 1995 in Wembley, London) ist ein englischer Fußballspieler. Er steht bei Newcastle United unter Vertrag und war Juniorennationalspieler Englands.

## Karriere

### Verein
Jacob Murphy, geboren in Wembley im Londoner Stadtbezirk Brent, wurde im Nachwuchsleistungszentrum von Norwich City ausgebildet und debütierte am 4. Januar 2014 im Alter von 18 Jahren als Profi (außerhalb von Freundschaftsspielen) als er beim 1:1-Unentschieden in der dritten Runde des FA Cups gegen den FC Fulham eingesetzt wurde. In der Folge wurde er an Swindon Town, Southend United, an den FC Blackpool, Scunthorpe United, Colchester United und Coventry City verliehen. Murphy absolvierte für die Profimannschaft von Norwich City 37 Punktspieleinsätze und schoss neun Tore.
Im Juli 2017 folgte der Wechsel zu Premier-League-Aufsteiger Newcastle United. In seiner ersten Saison pendelte Jacob Murphy zwischen Ersatzbank und Startelf, in der Folgesaison spielte er nur noch wenig, woraufhin er an Zweitligist West Bromwich Albion verliehen wurde. Dort erkämpfte er sich einen Stammplatz – zumeist wurde er als rechter Außenstürmer eingesetzt – und trug mit zwei Toren sowie einer Vorlage zur Qualifikation für die Aufstiegs-Play-offs bei, wo WBA im Halbfinale gegen den Lokalrivalen Aston Villa ausschied. Die Saison 2019/20 verbrachte er auf Leihbasis bei Sheffield Wednesday, ebenfalls ein Zweitligist. Dort spielte er regelmäßig und belegte mit seinem Verein den 15. Tabellenplatz. Zur Saison 2020/21 kehrte Jacob Murphy zu Newcastle United zurück und spielte regelmäßig, dabei wurde er abwechselnd als rechter Mittelfeldspieler, als rechter Außenstürmer, als rechter Außenverteidiger oder als linker Außenstürmer eingesetzt.

### Nationalmannschaft
Jacob Murphy war Juniorennationalspieler Englands und nahm mit der englischen U21-Nationalmannschaft an der U21-Europameisterschaft 2017 in Polen, wo die Engländer das Halbfinale erreichten und dort gegen den späteren Titelträger Deutschland ausschieden, teil. Dabei kam er in allen Partien zum Einsatz.